# Jakob Jensen
 Der er flere personer med dette navn, se Jacob Jensen.
Jakob Jensen (født Jacob Jensen) (15. november 1858 i Helgenæs Sogn – 5. oktober 1942) var borgmester i Aarhus, valgt for Socialdemokratiet.
Jakob Jensen var søn af Jens Christian Pedersen og Mette Marie Sørensdatter, kom i murerlære, blev forretningsfører for Arbejdernes Produktionsforening i Aarhus 1894 og var i mange år formand for De samvirkende Arbejderorganisationer i Aarhus. 1894-1900 var Jensen medlem af Aarhus Ligningskommission og kom 1900 i byrådet.
I 1919 blev han den første folkevalgte borgmester i Aarhus og var borgmester frem til 1932.
2. december 1885 ægtede han Petrine født Bojsen.